# NGC 1380
إن جي سي 1380 (بالألمانية: NGC 1380) التي يرمز لها بالرمز NGC 1380، هي مجرة، في كوكبة الكور.

## الاكتشاف
اكتشفت في 2 سبتمبر 1826، بواسطة جيمس دنلوب.